# 幾久屋百貨店
幾久屋百貨店（きくやひゃっかてん）は、かつて大連市浪速通で営業していた日本人経営の百貨店である。代議士・岸田正記が1933年に創業。

## 概要
『日本百貨店年鑑 昭和13年版』によると、
現役の衆議院議員だった岸田正記は1936年に帰国、幾久屋百貨店の経営は専務だった弟の岸田正次郎に託される。岸田正次郎は1939年、幾久屋百貨店の年商額が三越を抜き、大連のデパート首位になるまで繁盛させる。奉天にも支店を出店する。

## 職員名簿
職員は以下の通り。
- 店主・岸田正記[1][6][7][注 1]
- 専務理事・岸田正次郎[6][9]
- 常務理事・岸田誠記[6]
- 理事・岸田群次郎
- 秘書・渡邊忠雄
- 営業部長兼大阪仕入事務部長・堀通明
- 総務部長・佐久間寅市
- 経理部長・鈴木眞一
- 営業部次長・池上為次
- 大阪仕入事務所所長（兼）・堀通明